# Bazilika sv. Andreja, Mantova
Bazilika svetega Andreja (italijansko Basilica di Sant'Andrea) je rimskokatoliška sostolnica in manjša bazilika v Mantovi v Lombardiji (Italija). Je eno glavnih del renesančne arhitekture 15. stoletja v severni Italiji. Cerkev so začeli graditi leta 1472 po naročilu  Ludovica III. Gonzage po zasnovi  Leona Battiste Albertija na kraju, kjer je bil benediktinski samostan, od katerega je ohranjen zvonik (1414). Stavba je bila končana šele 328 let kasneje. Čeprav so poznejše spremembe in razširitve spremenile Albertijevo zasnovo, cerkev še vedno velja za eno najpopolnejših Albertijevih del. Stoji na Mantegnejevem trgu.

## Arhitektura
Pročelje, ki je bilo zgrajeno v bližini že obstoječega zvonika (1414), temelji na shemi antičnega Titovega slavoloka v Rimu. V glavnem je to opečnata struktura s trdno štukaturo za površino. Določa jo velik osrednji lok, ki ga obkrožajo korintski pilastri. Manjše odprtine so z desne in leve strani loka. Nov vidik oblikovanja je bil vključitev nižjega sloga z listnatimi korintskimi kolosalnimi stebri z neokrašenimi pilastri. Celota je povišana s pedimentom, nad katerim je obokana struktura, katere namen ni povsem jasen, verjetno senčenje odprtine okna v cerkev, ki je za njim.
Pomemben vidik Albertijevega oblikovanja je bilo ujemanje med pročeljem in notranjimi višinami z motivom slavoločnega loka, arkad, kot je fasada, ki ima izmenično visoke loke in precej nižje kvadratne zgornje odprtine.
Ladja je pokrita s sodčkastim obokom, ki je eden prvih tako oblikovanih v taki monumentalni izvedbi od antike in verjetno oblikovan po Maksencijevi baziliki v Rimu. Alberti je  morda načrtoval kasetiran obok, bolj podoben krajšemu sodčkastemu oboku v vhodu, vendar je pomanjkanje sredstev povzročilo, da je obok zgrajen preprosto, kasete pa so nato naslikali. Prvotno je bila stavba načrtovana brez transepta in morda tudi brez kupole. Ta faza gradnje se je bolj ali manj končala leta 1494.
Leta 1597 so dodali bočna krila in končali grobnico. Masivno kupolo (1732–1782) je zasnoval Filippo Juvarra, končno dekoracijo v notranjosti pa so v poznem 18. in začetku 19. stoletja dodali Paolo Pozzo in drugi. 

## Notranjost
Notranjost ima obliko latinskega križa. Sestavlja jo glavna ladja, prekrita s sodčkastim obokom in stranskimi kapelami s pravokotno osnovo, ki so uokvirjene v vložke iz okroglih lokov. 
Križanje med ladjo in transeptom je pokrito s kupolo, podprto s stebri, povezanimi s štirimi loki. Dvomijo, da je to del Albertijevega projekta, vendar pa so bili pilastri križišča postavljeni v prvi fazi gradnje v 15. stoletju.
Šesta kapelica na desni je posvečena svetemu Longinu. Na desni je na steni freska Križanje Rinalda Mantovana  s svetim Longinom ob vznožju križa. V središču kapele, nad oltarjem, je oltarna slika Giulia Romana, ki predstavlja Marijo, svetega Jožefa, Janeza in svetega Longina. V kapeli so sarkofagi z ostanki svetega Longina. 
Za oltarjem je globoka apsida, ki zapira prostor ladje.
Ob koncu 16. stoletja je bila zgrajena kripta z osmerokotnimi stebri, v kateri je relikvija najdragocenejša Kristusova kri. Je na oltarju v središču, kjer so tudi grobnice družine Gonzaga, ki pa niso bile realizirane.

## Relikvija svete krvi
Namen nove stavbe je bil sprejeti romarje, ki so jo obiskali med praznikom vstajenja. Takrat verniki častijo posodo, ki vsebuje Kristusovo kri. Dvignejo jo iz grobnice spodaj skozi luknjo v tleh neposredno pod kupolo. Relikvija, ki se imenuje najdragocenejša Kristusova kri (Preziosissimo Sangue di Cristo), je v svetih posodah. V Mantovo jo je po tradiciji prinesel rimski stotnik Longin, ki je skopal zemljo, ki je vsebovala kri. Relikvija je bila "znova odkrita" okoli 1049. Papež Leon IX. je to relikvijo prepoznal kot verodostojno leta 1053. Bila je zelo cenjena med renesanso. Relikviarij pokažejo vernikom ob velikem petku in ga nato v procesiji nesejo po ulicah Mantove.

## Druge zanimivosti
V zvonik so v 19. stoletju dodali pet zvonov (A, C #, E, F #, A). V eni kapelici je grobnica zgodnjega renesančnega slikarja Andree Mantegne z bronasto figuro Gianmarca Cavallija; njegova kapela ima njegovo Sveto družino. Druga likovna dela v kapelicah so freske šole Giulia Romana (delo Giulia je kopija) in  Correggia.

## Grobnice
- Federico I. Gonzaga (†1484), tretji markiz Mantove
- Eleonora Medičejska (†1611), žena Vincenza I. Gonzage
- Vincenzo I. Gonzaga (†1612), četrti vojvoda Mantove
- Eleonora Gonzaga (†1612), hči Francesca IV. Gonzage
- Ludovico Gonzaga (†1612), sin Francesca IV. Gonzage
- Ferdinand Gonzaga (†1626), šesti vojvoda Mantove[5]